# Sociedad Chilena de Astronomía
La Sociedad Chilena de Astronomía (SOCHIAS) es una sociedad científica chilena, sin fines de lucro, cuya finalidad es el desarrollo y la divulgación de la Astronomía en Chile. Publicada en el Diario Oficial el 18 de abril de 2001, SOCHIAS cuenta ya con más de 300 socios de todas partes del país.

## Historia
Fue creada en el año 2000 por los astrónomos Leonardo Bronfman, Leopoldo Infante, Mónica Rubio, Diego Mardones, Felipe Barrientos y Ronald Mennickent con el propósito de estimular el acercamiento y conocimiento a la Astronomía, velar por los intereses y derechos de los astrónomos en Chile y estimular la investigación y enseñanza de ésta.
Tuvo su primera reunión anual en 2002, con sólo 20 personas y hoy en día asisten más de 200 personas.
Desde el año 2009, organiza las Olimpiadas Nacionales de Astronomía y Astronáutica y actualmente forma parte del grupo de Astronomía Inclusiva, quienes buscan promover y dar a conocer actividades que cuentan con la participación de personas con discapacidad, así como el desarrollo de experiencias que han permitido generar ajustes necesarios para la enseñanza y aprendizaje de la astronomía, con un enfoque accesible e inclusivo.  
Además, desde el año 2014 organiza el "Día de la Astronomía" en Chile. Instancia que busca tomar conciencia de la importancia del desarrollo de la astronomía a nivel nacional e internacional.

## Objetivos
De acuerdo a sus estatutos, sus principales objetivos son:
- El desarrollo y la divulgación de la Astronomía en Chile.
- Estimular el acercamiento y conocimiento de sus miembros con la Astronomía.
- Velar por los intereses y derechos de los astrónomos en Chile.
- Estimular la investigación y enseñanza de la Astronomía en Chile.
- Promover la realización de reuniones científicas, congresos especializados, cursos y conferencias de astronomía.
- Mantener contactos con organismos y sociedades correlacionadas en el país y en el exterior.
- Facilitar el estudio de la Astronomía y de las ciencias afines y su enseñanza por astrónomos profesionales.

## Comités
Los miembros de SOCHIAS participan en varios comités internacionales con el fin de aportar a la astronomía nacional e internacional.

### Comités para la Asignación de Tiempo Astronómico
El principal propósito es administrar el tiempo de telescopio disponible para la comunidad chilena promoviendo el desarrollo de la astronomía nacional. Para esto, SOCHIAS forma parte de Chilean Telescope Allocation Committee (CNTAC), Comité de Asignación de Tiempo chileno en el Telescopio APEX y el Comité de Asignación de Tiempo chileno en el Telescopio Gemini Sur.

### Comités para Evaluación de Proyectos
El objetivo de estos proyectos es apoyar el desarrollo de la Astronomía chilena, mediante el financiamiento de proyectos de investigación, difusión y fortalecimiento de recursos humanos en las áreas de Astronomía y ciencias asociadas. Dentro de comités en los que participa SOCHIAS, se encuentran el Comité ALMA-CONICYT, el Comité Mixto ESO-Chile y el Comité Conjunto CAS-CONICYT que permite fortalecer la cooperación en astronomía entre Chile y China.

## Organización

### Lista de presidentes
- Leonardo Bronfman (2000-2003)
- Mónica Rubio (2004-2005)
- Andreas Reisseneger (2006-2009)[10]
- Leopoldo Infante (2009-2011)[10]
- Patricia Arévalo (2011-2013)
- Patricio Rojo (2013-2015)[11]
- Ezequiel Trieste (2015-2017)[12]
- Patricio Rojo (2017-2019)
- Mónica Rubio (2019-2021)
- María Argudo-Fernández (2021-2022)
- Julio A. Carballo-Bello (2022-2023)
- Bruno Dias (2023-2024)